# Kōji Sone
Kōji Sone (jap. 曽根康治, Sone Kōji; geboren am 14. November 1928; gestorben am 1. Januar 1983) war ein japanischer Judoka. 1958 war er der zweite Judo-Weltmeister. Drei Jahre später war er der erste Japaner, der ein Weltmeisterschaftsfinale gegen einen Nichtjapaner verlor.
Kōji Sone belegte 1955 bei den japanischen Meisterschaften den dritten Platz. 1957 kämpften im Finale der japanischen Meisterschaften der Weltmeister von 1956 Shōkichi Natsui und Kōji Sone gegeneinander und Natsui gewann auch diesen Titel.
1958 siegte Kōji Sone im Finale der japanischen Meisterschaften gegen Kimiyoshi Yamashiki. Am 30. November 1958 fanden in Tokio die Weltmeisterschaften statt, die zweiten überhaupt. Sone besiegte zunächst den Judoka Kuirante von den Philippinen, dann den Südkoreaner Kin und im Viertelfinale George Harris aus den Vereinigten Staaten. Im Halbfinale bezwang er den Franzosen Bernard Pariset und mit dem Finalsieg gegen seinen Landsmann Akio Kaminaga war Sone Weltmeister.
Anfang Dezember 1961 fanden in Paris die dritten Weltmeisterschaften statt. Kōji Sone bezwang in seinem Auftaktkampf den Deutschen Heinrich Metzler und danach den Belgier Theodor Guldemont und den Kanadier Manfred Matt. Im Viertelfinale besiegte er den Südkoreaner Han Ho-san und im Halbfinale den zweiten Südkoreaner Kim Eui-tae. Im Finale traf Sone auf den Niederländer Anton Geesink, der als erster Nichtjapaner Weltmeister wurde. Die Weltmeisterschaften 1961 waren für lange Zeit die letzten weltweiten Titelkämpfe mit nur einer Gewichtsklasse. Bei den Olympischen Spielen 1964 und bei den Weltmeisterschaften 1965 gab es Kämpfe in drei Gewichtsklassen und der offenen Klasse, von denen jeweils drei Gewichtsklassen von Japanern gewonnen wurden und eine von Anton Geesink. Erst 1980 bei den von Japan boykottierten Olympischen Spielen in Moskau und bei den ersten Frauenweltmeisterschaften gewannen japanische Judoka bei weltweiten Titelkämpfen keine Goldmedaille. Die japanischen Männer gingen bei Weltmeisterschaften erst wieder 2009 ohne eine einzige Goldmedaille von der Matte.